# Gippsland Trophy 2021
Gippsland Trophy 2021 byl tenisový turnaj pořádaný jako součást ženského okruhu WTA Tour, který se odehrával na tvrdých dvorcích Melbourne Parku. Probíhal od 31. ledna do 6. února 2021 ve viktorijské metropoli Melbourne.
Turnaj byl do kalendáře zařazen poprvé jako náhrada za zrušené turnaje Australian Open Series v Brisbane, Adelaide a Hobartu kvůli pandemii covidu-19. Vytvořena tak byla tzv. letní melbournská sezóna v kategorii WTA 500, v jejímž rámci Gippsland Trophy probíhal souběžně s  Yarra Valley Classic a Grampians Trophy.
Rozpočet činil 565 530 dolarů. Nejvýše nasazenou hráčkou ve dvouhře byla světová dvojka Simona Halepová z Rumunska. Jako poslední přímá účastnice do singlové soutěže zasáhla 369. tenistka žebříčku, Britka Katie Boulterová.
Šestý singlový titul na okruhu WTA Tour vybojovala dvacátá hráčka žebříčku Elise Mertensová z Belgie. Rovněž šestou společnou trofej na túře WTA získaly Češky Barbora Krejčíková a Kateřina Siniaková.

## Distribuce bodů a finančních odměn

### Distribuce bodů
| Soutěž  | vítězky | finalistky | semifinalistky | čtvrtfinalistky | 16 v kole | 32 v kole | 64 v kole |
| ------- | ------- | ---------- | -------------- | --------------- | --------- | --------- | --------- |
| dvouhra | 470     | 305        | 185            | 100             | 55        | 30        | 1         |
| čtyřhra | 470     | 305        | 185            | 100             | 55        | 1         | —         |

### Finanční odměny
| dvouhra                               | 50 000 $ | 33 520 $ | 18 610 $ | 8 770 $ | 5 500 $ | 4 250 $ | 3 000 $ |
| čtyřhra                               | 20,890 $ | 13 370 $ | 8 350 $  | 4 310 $ | 2 670 $ | 2 020 $ | —       |
| částky ve čtyřhře jsou uváděny na pár |          |          |          |         |         |         |         |

## Ženská dvouhra

### Nasazení
| Stát                          | Hráčka                   | WTA | Nasazení |
| ----------------------------- | ------------------------ | --- | -------- |
| Rumunsko                      | Simona Halepová          | 2.  | 1.       |
| Japonsko                      | Naomi Ósakaová           | 3.  | 2.       |
| Ukrajina                      | Elina Svitolinová        | 5.  | 3.       |
| Bělorusko                     | Aryna Sabalenková        | 7.  | 4.       |
| Spojené království            | Johanna Kontaová         | 14. | 5.       |
| Polsko                        | Iga Świąteková           | 17. | 6.       |
| Belgie                        | Elise Mertensová         | 20. | 7.       |
| Česko                         | Karolína Muchová         | 27. | 8.       |
| Rusko                         | Jekatěrina Alexandrovová | 33. | 9.       |
| Čína                          | Wang Čchiang             | 34. | 10.      |
| Čína                          | Čeng Saj-saj             | 42. | 11.      |
| Francie                       | Caroline Garciaová       | 44. | 12.      |
| Lotyšsko                      | Jeļena Ostapenková       | 45. | 13.      |
| USA                           | Coco Gauffová            | 48. | 14.      |
| Slovinsko                     | Polona Hercogová         | 49. | 15.      |
| Německo                       | Laura Siegemundová       | 51. | 16.      |
| Žebříček WTA k 25. lednu 2021 |                          |     |          |

### Jiné formy účasti
Následující hráčky obdržely divokou kartu do hlavní soutěže:
- Destanee Aiavová
- Olivia Gadecká
- Arina Rodionovová
- Astra Sharmaová

Následující hráčky využily k účasti v hlavní soutěži žebříčkové ochrany:
- Katie Boulterová
- Anastasija Potapovová
- Wang Ja-fan

Následující hráčky obdržely účast v hlavní soutěži díky kvalifikaci na Australian Open:
- Tímea Babosová
- Sara Erraniová
- Majo Hibiová
- Kaja Juvanová
- Rebecca Marinová
- Whitney Osuigweová
- Chloé Paquetová
- Valeria Savinychová

Následující hráčky nastoupily do hlavní soutěže z pozice čekatelek účasti na Australian Open, v případě doplnění pavouka šťastnými poraženými z grandslamové kvalifikace:
- Mihaela Buzărnescuová
- Margarita Gasparjanová
- Varvara Lepčenková
- Anna Karolína Schmiedlová
- Lesja Curenková

Následující hráčky nastoupily do hlavní soutěže jako náhradnice:
- Caty McNallyová
- Monica Niculescuová

### Odstoupení
před zahájením turnaje
- Zarina Dijasová → nahradila ji  Monica Niculescuová
- Nao Hibinová → nahradila ji  Caty McNallyová

v průběhu turnaje
- Karolína Muchová
- Naomi Ósakaová

## Ženská čtyřhra

### Nasazení
| Stát                          | Hráčka             | Stát             | Hráčka                      | WTA | Nasazení |
| ----------------------------- | ------------------ | ---------------- | --------------------------- | --- | -------- |
| Česko                         | Barbora Krejčíková | Česko            | Kateřina Siniaková          | 15. | 1.       |
| Čínská Tchaj-pej              | Čan Chao-čching    | Čínská Tchaj-pej | Latisha Chan                | 30. | 2.       |
| Kanada                        | Gabriela Dabrowská | USA              | Bethanie Matteková-Sandsová | 32. | 3.       |
| Slovinsko                     | Andreja Klepačová  | Belgie           | Elise Mertensová            | 46. | 4.       |
| Austrálie                     | Samantha Stosurová | Čína             | Čang Šuaj                   | 60. | 5.       |
| USA                           | Hayley Carterová   | Brazílie         | Luisa Stefaniová            | 64. | 6.       |
| Německo                       | Laura Siegemundová | Rusko            | Věra Zvonarevová            | 75. | 7.       |
| Rusko                         | Anna Blinkovová    | Rusko            | Veronika Kuděrmetovová      | 75. | 8.       |
| Žebříček WTA k 25. lednu 2021 |                    |                  |                             |     |          |

### Jiné formy účasti
Následující páry nastoupily do čtyřhry díky chráněnému žebříčku:
- Destanee Aiavová /  Astra Sharmaová
- Darja Gavrilovová /  Simona Halepová
- Abbie Myersová /  Ivana Popovicová

Následující pár nastoupil do čtyřhry díky žebříčkové ochraně:
- Mona Barthelová /  Ču Lin

### Odstoupení
v průběhu turnaje
- Darja Gavrilovaová /  Simona Halepová

## Přehled finále

### Ženská dvouhra
- Elise Mertensová vs.  Kaia Kanepiová, 6–4, 6–1

### Ženská čtyřhra
- Barbora Krejčíková /  Kateřina Siniaková vs.  Čan Chao-čching /  Latisha Chan, 6–3, 7–6(7–4)